# Mitsubishi Ki-83
Le Ki-83 est un prototype de chasseur d'escorte japonais de la Seconde Guerre mondiale.

## Conception
Destiné à répondre à une exigence formulée en 1943 pour un chasseur d'escorte de pointe biplace à longue distance, le Ki-83 a été conçu par une équipe dirigée par Tomio Kubo, qui avait déjà été responsable du Ki-46. Doté de bonnes qualités aérodynamiques et alimenté par deux moteurs turbo-compressés Mitsubishi Ha-211ru à 18 cylindres en étoile, le Ki-83 possédait un armement de deux canons de 20 mm et deux de 30 mm.
Le premier des quatre prototypes a volé le 18 novembre 1944, démontrant des performances spectaculaires et une maniabilité remarquable par sa taille : une boucle de 670 m de diamètre exécutée à 648 km/h à 2 900 m en moins de 31 secondes. Toutefois, les plans définitifs de fabrication en série du Ki-83 étaient encore en cours de finalisation alors que les hostilités étaient terminées.
Après la capitulation japonaise, les Américains découvrirent l’appareil. N’en ayant jamais entendu parler, ils ne lui avaient pas assigné de nom de code.
Les Américains ont testé les prototypes du Ki-83 pour évaluation. Les tests furent faits avec du carburant américain, supérieur en qualité à celui utilisé par les Japonais. Lors des tests, l’avion a atteint 762 km/h à une altitude 7 000 mètres.

## Variantes
- Ki-95: version de reconnaissance armée de 2 canons Ho-5 de 20 mm. N'a pas dépassé le stade de planche à dessin[1].
- Ki-103: version chasseur lourd[1]. Plusieurs configurations d'armement étaient envisagées :
  - 2 canons Ho-5 de 20 mm plus 1 canons Ho-105 de 30 mm.
  - 2 canons Ho-5 de 20 mm plus 2 canons Ho-105 de 30 mm.
  - 2 canons Ho-105 de 30 mm.
  - 2 canons Ho-301 de 40 mm.